# Оксеншерна, Йонс Бенгтссон
Йонс Бенгтссон Оксеншерна (швед. Jöns Bengtsson (Oxenstierna); 1417, Боргский приход, Эланд — 15 декабря 1467, Боргский приход, Эланд) — шведский политический и религиозный деятель. Архиепископ Уппсалы в 1448—1467 годах, регент Швеции в 1457 году вместе с Эриком Аксельссоном Тоттом и единолично в 1465—1466 годах.

## Биография
Йонс Бенгтссон был членом семьи Оксеншерна, представители которой были видными политическими деятелями Швеции. Его отцом был Бенгт Йонссон Оксеншерна, а матерью — Кристина Кристиерндоттер Васа, дочь лорда Верховного судьи Кристиерна Нильссона Васы.
Учился в Лейпцигском университете и вернулся в Швецию в 1438 году со степенью магистра искусств. По возвращении стал архипресвитером Упсальского собора. В 1440 году он принял участие в риксдаге в Арбуге, где королём Швеции был избран Кристофер Баварский, а в 1441 году принял участие в двух риксдагах Кальмарской унии в качестве представителя Швеции. Он был ректором Лейпцигского университета на летний семестр 1445 года.
Вскоре после избрания отца и дяди регентами Швеции, Йонс Бенгтссон был назначен архиепископом в феврале 1448 года. Он был посвящён 30 июня 1448 года, на следующий день после того, как короновали Карла VIII. 1 июля того же года Бенгтссон короновал королеву. В следующем году его назначение было подтверждено папой Николаем V.
Недовольство правлением Карла VIII постепенно росло, и в 1457 году Бенгтссон встал во главе оппозиции. Король был вынужден уступить и отправиться в изгнание в Данциг. После этого датский король Кристиан I был официально объявлен королём Швеции и коронован Бенгтссоном в Стокгольме.
Новый король не завоевал любовь народа, а высокие налоги и политические решения вызвали недовольство народа. Во время временного отсутствия Кристиана I архиепископ занимал должность регента; видя назревающее восстание против короля, Йонс Бенгтссон временно приостановил сбор налогов. За это король арестовал архиепископа и отправил его в Данию. В Швеции вспыхнуло восстание во главе с его двоюродным братом Кеттилем Карлссоном Васой, епископом Линчёпинга, который разбил Кристиана I в битве при Харакере в 1464 году, став регентом Швеции. Престол вернули Карлу VIII, а Кристиан I, в надежде вернуть себе страну, примирился с Бенгтссоном.
Йонс Бенгтссон отправился в Швецию, где поднял народ против Карла, которого отлучил от церкви. Архиепископу удалось добиться отречения Карла и повторного провозглашения Кристиана I королём Швеции. Йонс Бенгтссон стал фактическим правителем Швеции, однако не смог справиться со своей ролью. Недовольные его правлением политические фракции объединились против него и в 1466 году избрали регентом Эрика Аксельссона Тотта, после чего Бенгтссон был вынужден уйти в отставку. Разногласия продолжались, и королём вновь стал Карл VIII. Архиепископ нашёл убежище у своего друга Магнуса Грена на острове Эланд. Он умер в изгнании в Боргхольме 15 декабря 1467 года.